# Eric Dolphy
Eric Allan Dolphy (né à Los Angeles le 20 juin 1928, mort à Berlin le 29 juin 1964) est un musicien multi-instrumentiste (saxophone alto, flûte traversière, clarinette, clarinette basse) de jazz américain.
Son style d'improvisation était caractérisé par l'utilisation de larges intervalles, en plus d'employer une gamme de techniques de jeu étendues pour émuler les sons de voix humaines et d'animaux,,. Il utilisait des lignes mélodiques « anguleuses, zigzaguant d'un intervalle à l'autre, prenant des virages en épingle à cheveux à des moments inattendus, faisant des sauts spectaculaires du registre inférieur au registre supérieur." » Bien que l'œuvre de Dolphy soit parfois classée comme du free jazz, ses compositions et ses solos étaient souvent enracinés dans une harmonie tonale bebop conventionnelle (bien que très abstraite),,.

## Biographie

### Jeunesse
Eric Dolphy est né et a grandi à Los Angeles, Californie,. Ses parents étaient Sadie et Eric Dolphy, Sr, qui a immigré aux États-Unis depuis Panama. Issu de la petite bourgeoisie, c'est influencé par ses parents (sa mère faisait partie des chœurs  de la Peoples Independent Church of Christ de Los Angeles) qu'Eric Dolphy, fait ses premiers pas dans le monde de la musique. Il commence par l’harmonica puis évolue en prenant des leçons de musique à l'âge de six ans, étudiant la clarinette et le saxophone en privé. Alors qu'il est encore au collège, il commence à étudier le hautbois, aspirant à une carrière symphonique professionnelle, remporte même un concours lui donnant une bourse de deux ans pour étudier à l'école de musique de l'Université de Californie du Sud. À l'âge de 13 ans, il reçoit un prix « supérieur » à la clarinette du California School Band and Orchestra festival. Il fréquente la Dorsey High School (en), où il poursuit ses études musicales et apprend d'autres instruments. En 1946, il est codirecteur de la Youth Choir à la Westminster Presbyterian Church dirigée par le révérend Hampton B. Hawes, père du Hampton Hawes, pianiste de jazz du même nom. Il obtient son diplôme en 1947, puis fréquente le Los Angeles City College, au cours duquel il joue des œuvres classiques contemporaines telles que L'Histoire du soldat de Stravinsky. Puis, influencé par de grands noms du jazz tels Duke Ellington, Fats Waller ou Coleman Hawkins, il ressent le besoin de s'essayer au saxophone alto ainsi qu’à la flûte traversière. Le jeune Eric est alors âgé de 15 ans,. Avec Jimmy Knepper et Art Farmer, se produit avec les 17 Beboppers de Roy Porter (en). Il a ensuite fait huit enregistrements avec Porter en 1949.  Lors de ces premières sessions, Dolphy jouait occasionnellement du saxophone baryton, ainsi que du saxophone alto, de la flûte et de la clarinette soprano.
Dolphy entre dans l'armée américaine en 1950 et est stationné à Fort Lewis, Washington. À partir de 1952, il fréquente la Navy School of Music (en). Après sa libération en 1953, il retourne à Los Angeles, où il travaille avec de nombreux musiciens, dont Buddy Collette, Eddie Beal, et Gerald Wilson, à qui il dédiera plus tard le morceau « G.W. », enregistré sur l'album Outward Bound. Dolphy recevait souvent des amis pour improviser, grâce au studio que son père avait construit pour lui dans l'arrière-cour de la famille. Des enregistrements réalisés en 1954 avec Clifford Brown documentent cette première période.

### Début de carrière
Il commence sa carrière en 1948-1949, en se produisant dans des orchestres de bebop comme les Roy Porter and his 17 Beboppers, mais ne commence à se faire réellement connaître que vers 1958, année où il est engagé par le batteur Chico Hamilton. Hamilton dirige à l'époque une petite formation assez atypique, incluant guitare et violoncelle, qui produit une musique assez expérimentale. Avec le groupe, il s'est fait connaître d'un public plus large et a pu faire de nombreuses tournées en 1958-1959. C'est ensemble qu'ils jouent le magnifique Ellington Suite. Mais le jeu de Dolphy ne plait pas au producteur qui demande son remplacement. Dolphy apparaît à la flûte avec le groupe de Hamilton dans le film Jazz on a Summer's Day, documentant une performance au Newport Jazz Festival de 1958.

### Carrière
En 1959, Eric Dolphy s'installe à New-York et rejoint le quartet du contrebassiste Charles Mingus où, plus encore que chez Hamilton, il peut se livrer à ses audaces musicales. C'est cette même année qu'il enregistre son premier album Outward Bound. Il enregistre aussi avec Ken McIntyre (Looking Ahead). Il est alors en plein milieu de l'avant-garde jazz.

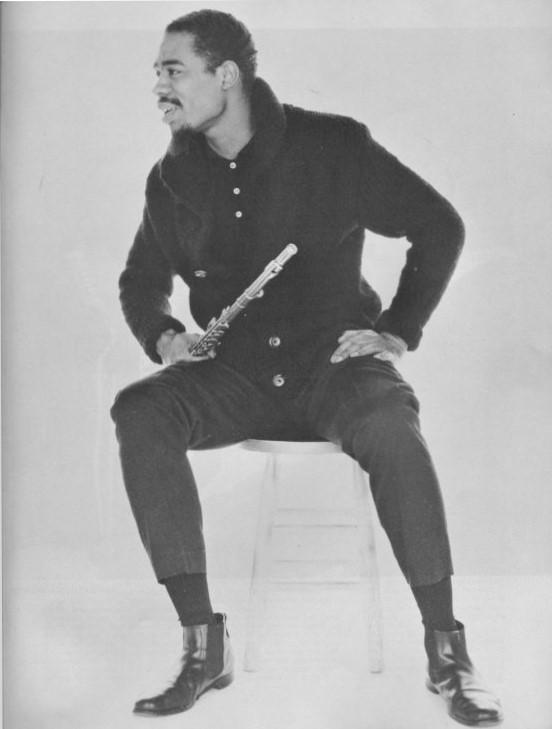
Eric Dolphy - The Jazz Review - Juin 1960.

Eric Dolphy (au saxophone alto et à la clarinette basse) participe au 1er festival de jazz d'Antibes Juan-les-Pins en juillet 1960, avec Charlie Mingus à la contrebasse et au piano, Ted Curson à la trompette, Booker Ervin au saxophone ténor et Dannie Richmond à la batterie,,.
En 1960, il fait partie du double quartet dirigé par le saxophoniste Ornette Coleman, avec lequel il participe à l'album Free Jazz: A Collective Improvisation, véritable manifeste de l'avant-garde du jazz de l'époque,. Sur cet album figurent également Don Cherry et Freddie Hubbard (trompette), Scott LaFaro et Charlie Haden (contrebasse), Billy Higgins et Ed Blackwell (batterie). De 1960 à 1964, on peut également l'entendre dans une multitude de formations : avec John Coltrane (comme membre du quintet, sous le nom de George Lane sur l'album Olé Coltrane, mais aussi comme arrangeur de l'album Africa/Brass), George Russell, Gil Evans, John Lewis, Oliver Nelson, Booker Little ou  Andrew Hill. Il travaille aussi avec les tenants du Third stream (tentative de « fusion » entre jazz et classique) comme Gunther Schuller.
Il enregistre des albums remarquables sous son nom où, outre ses qualités d'instrumentiste, il prouve qu'il est aussi un excellent compositeur : Out There (1960), At The Five Spot (1961), Out to Lunch! (1964), etc.

### Partenariats

#### Charles Mingus
Charles Mingus connaissait Dolphy depuis son enfance à Los Angeles, et le jeune homme rejoint le Jazz Workshop de Mingus en 1960, peu après son arrivée à New York. Il a participé à l'enregistrement de l'album Pre-Bird (en) du big band de Mingus (parfois réédité sous le titre Mingus Revisited), et figure sur la composition Bemoanable Lady. Plus tard, il rejoint le groupe de travail de Mingus au Showplace en 1960 (commémoré dans le poème Mingus at the Showplace par William Matthews), et apparaît sur les deux albums du leader du label Candid, Charles Mingus Presents Charles Mingus et Mingus (en). Selon Mingus, Dolphy « était un musicien complet. Il pouvait s'adapter à n'importe quel endroit. Il était un excellent alto solo dans un big band. Il pouvait s'imposer dans un groupe classique. Et, bien sûr, il était tout à fait à lui lorsqu'il jouait en solo.... Il maîtrisait le jazz. Et il maîtrisait tous les instruments dont il jouait. En fait, il en savait plus que ce qu'il était supposé être possible de faire sur ces instruments » La même année, Dolphy participe au projet Jazz Artist Guild dirigé par Mingus et à sa session d'enregistrement Newport Rebels.
En tournée en Europe avec Mingus en 1961, Dolphy continua à se produire en solo et fut enregistré en Scandinavie et à Berlin (voir The Berlin Concerts (en), The Complete Uppsala Concert (en), Eric Dolphy in Europe (en) Volumes 1, 2 et 3 (les volumes 1 et 3 ont également été publiés sous le nom de « Copenhagen Concert »), et Stockholm Sessions (en)). Il fait ensuite partie des musiciens qui travaillent sur Mingus Mingus Mingus Mingus Mingus en 1963, et figure sur Hora Decubitus.
Au début de 1964, Dolphy retourne au groupe de travail de Mingus, qui comprend maintenant Jaki Byard, Johnny Coles, et Clifford Jordan. Ce sextuor travailla au Five Spot avant de jouer à l'Université Cornell et au The Town Hall à New York (les deux furent enregistrés : Cornell 1964 (en) et Town Hall Concert (en)), puis de partir en tournée en Europe. Cette courte tournée est bien documentée sur Revenge ! (en), The Great Concert of Charles Mingus (en), Mingus in Europe Volume I (en), et Mingus in Europe Volume II (en).

#### John Coltrane
Dolphy et John Coltrane se connaissaient bien avant de jouer officiellement ensemble, s'étant rencontrés lorsque Coltrane était à Los Angeles avec Johnny Hodges en 1954,. Ils échangeaient souvent des idées et apprenaient les uns des autres, et finalement, après de nombreuses nuits à jouer avec le groupe de Coltrane, Dolphy est invité à devenir un membre à part entière au début de 1961,. Coltrane s'était fait connaître du public et de la critique avec le quintette de Miles Davis, mais s'était aliéné certains grands critiques de jazz lorsqu'il avait commencé à s'éloigner du hard bop. Bien que les quintettes de Coltrane avec Dolphy (y compris les sessions Village Vanguard et Africa/Brass) soient aujourd'hui acceptés, ils ont à l'origine poussé le magazine “”DownBeat“” à qualifier la musique de Coltrane et de Dolphy d'anti-jazz. Coltrane a déclaré plus tard à propos de cette critique : « ils ont fait croire que nous ne connaissions même pas la première chose en matière de musique (...) cela m'a fait mal de voir [Dolphy] être blessé dans cette affaire. »
La sortie initiale de la résidence de Coltrane au Vanguard sélectionnait trois titres, dont un seul comprenait Dolphy. Après avoir été publié de manière aléatoire au cours des 30 années suivantes, un coffret complet comprenant la musique enregistrée au Vanguard a été publié sur le label Impulse! en 1997, appelé The Complete 1961 Village Vanguard Recordings. L'ensemble met en vedette Dolphy au saxophone alto et à la clarinette basse, Dolphy étant le soliste principal sur leurs interprétations de Naima. Un coffret de Pablo de 2001, s'appuyant sur des enregistrements des prestations de Coltrane lors de ses tournées européennes du début des années 1960, comporte des airs absents du matériel du Village Vanguard de 1961, comme My Favorite Things, que Dolphy interprète à la flûte.

#### Booker Little
Le trompettiste Booker Little et Dolphy ont eu un partenariat musical de courte durée. Le leader de Little pour Candid, Out Front, mettait en vedette Dolphy principalement au saxophone alto, bien qu'il ait joué de la clarinette basse et de la flûte dans certains passages d'ensemble. En outre, l'album de Dolphy Far Cry, enregistré pour Prestige, comprend cinq morceaux de Little (dont l'un, « Serene », n'a pas été inclus dans la version originale du disque microsillon).
Dolphy et Little ont également co-dirigé un quintette au Five Spot en 1961. La section rythmique était composée de Richard Davis, Mal Waldron et Ed Blackwell. Une nuit a été documentée et a été publiée comme At the Five Spot (plus un Memorial Album) ainsi que la compilation Here and There.  En outre, Dolphy et Little ont tous deux soutenu Abbey Lincoln sur son album Straight Ahead et ont joué sur l'album Percussion Bitter Sweet de Max Roach. Little est mort à l'âge de 23 ans en octobre 1961.

#### Autres collaborations
Dolphy a également joué sur des enregistrements clés de George Russell (Ezz-thetics), Oliver Nelson (Screamin' the Blues, The Blues and the Abstract Truth, et Straight Ahead), et Ornette Coleman (Free Jazz : A Collective Improvisation et la reprise “'Free Jazz”' sur Twins). Il a également travaillé et enregistré avec Gunther Schuller (Jazz Abstractions), le multi-instrumentiste Ken McIntyre (Looking Ahead), le bassiste Ron Carter (Where ?), et le pianiste Mal Waldron (The Quest).

### Vie personnelle
Dolphy était fiancé à Joyce Mordecai, une danseuse de formation classique qui vivait à Paris. Il ne fumait pas et ne consommait ni drogue ni alcool,.
Avant de partir pour l'Europe en 1964, Dolphy a laissé des papiers et d'autres effets à ses amis Hale Smith et Juanita Smith. Finalement, une grande partie de ce matériel a été transmis au musicien James Newton. Il a été annoncé en mai 2014 que six boîtes de papiers musicaux avaient été données à la Bibliothèque du Congrès,.

## Mort
Le 27 juin 1964, Dolphy se rend à Berlin-Ouest pour jouer avec un trio dirigé par Karl Berger lors de l'ouverture d'un club de jazz appelé The Tangent. Il était apparemment gravement malade à son arrivée et, lors du premier concert, il était à peine capable de jouer. Il a été hospitalisé le soir même, mais son état s'est aggravé. Le 29 juin, Dolphy meurt d'une crise cardiaque après être tombé dans un coma diabétique non diagnostiqué à Berlin-Ouest, à l'âge de 36 ans. Bien que certains détails de sa mort soient encore contestés, il est largement admis qu'il est tombé dans un coma causé par un diabète non diagnostiqué. Les notes de pochette du coffret Complete Prestige Recordings indiquent que Dolphy « s'est effondré dans sa chambre d'hôtel à Berlin et, lorsqu'on l'a amené à l'hôpital, on a diagnostiqué un coma diabétique. Après avoir reçu une injection d'insuline, il a subi une choc diabètique et est décédé. » Un documentaire ultérieur et les notes de pochette contestent ces propos, affirmant que Dolphy s'est effondré sur scène à Berlin et a été transporté à l'hôpital. Les médecins de l'hôpital ne savaient pas que Dolphy était diabétique et ont supposé, sur la base d'un stéréotype des musiciens de jazz, qu'il avait fait une overdose de médicaments. Dans ce récit, il a été laissé dans un lit d'hôpital pour que les médicaments suivent leur cours. Ted Curson se souvient de ce qui suit : « Cela m'a vraiment brisé. Quand Eric est tombé malade à cette date [à Berlin], et qu'il était noir et musicien de jazz, ils ont pensé qu'il était un junkie. Eric ne prenait pas de drogue. Il était diabétique - il suffisait de faire une analyse de sang pour s'en rendre compte. Il est donc mort pour rien. Ils lui ont donné des produits de désintoxication et il est mort, et plus personne n'est jamais entré dans ce club à Berlin. C'était la fin de ce club. » Peu après la mort de Dolphy, Curson a enregistré et publié Tears for Dolphy, avec un titre qui servait d'élégie pour son ami.
Charles Mingus a fait remarquer à propos de Dolphy, peu après sa mort, que « d'habitude, quand un homme meurt, on ne se souvient - ou on dit qu'on ne se souvient - que des bonnes choses à son sujet. Avec Eric, c'est tout ce dont on se souvient. Je ne me souviens pas qu'il ait fait des avanies à qui que ce soit. L'homme n'avait absolument pas besoin de blesser. »
Dolphy est enterré au Angelus-Rosedale Cemetery (en) à Los Angeles. Sa pierre tombale porte l'inscription suivante : « Il vit dans sa musique. »

## Style
La carrière d'Eric Dolphy se distingue d'abord par sa brièveté : l'essentiel de ses enregistrements s'étale sur seulement six ans.
Selon Jean-Louis Comolli, Eric Dolphy est dans l'histoire du jazz un « passeur ». En effet, ce multi-instrumentiste est un des musiciens qui a rendu possible le passage du bebop au free jazz en cassant le cadre du « solo tonal » et en tournant définitivement le dos au « beau son ». C'est également l'un des premiers jazzmen à s'être détourné du thème, et notamment à penser l'improvisation de manière indépendante d'un thème.
Il indique notamment son intérêt pour le chant des oiseaux dans son approche des micro-intervalles joués à la flûte: 

« C'est comme ça que font les oiseaux. […] Les oiseaux ont des notes entre nos notes – vous essayez d'imiter ce qu'ils font et, peut-être que c'est un truc entre les notes fa et fa dièse, et vous devrez monter ou descendre la hauteur de la note. C'est vraiment quelque chose ! Et donc, quand tu joues, ça vient. »

## Citation
« Yes, I think of my playing as tonal […]. I play notes that would not ordinarily be said to be in a given key, but I hear them as proper. I don't think I "leave the changes", as the expression goes; every note I play has some reference to the chords of the piece.

I feel very happy to be a part of music […]. It is really wonderful to feel I can make my living as a musician now because I never wanted to do anything else. »
— Martin Williams, Introducing Eric Dolphy.

« Oui, je pense que mon jeu est tonal […]. Je joue des notes qui ne seraient pas normalement considérées comme étant dans une tonalité donnée, mais je les entends comme étant appropriées. Je ne pense pas « abandonner la grille », comme on dit ; chaque note que je joue a une référence aux accords du morceau.

Je suis très heureux de faire partie de la musique […]. C'est vraiment merveilleux de savoir que je peux gagner ma vie en tant que musicien maintenant, car je n'ai jamais voulu faire autre chose. »
— Introducing Eric Dolphy.

## Influence et héritage
John Coltrane a reconnu l'influence de Dolphy dans une interview de 1962 de DownBeat, déclarant : « Après qu'il se soit assis [...] Nous avons commencé à jouer certaines des choses dont nous n'avions fait que parler auparavant. Depuis qu'il est dans le groupe, il a eu un effet élargissant sur nous. Il y a beaucoup de choses que nous essayons maintenant et que nous n'avions jamais essayées auparavant. Cela m'a aidé... Nous jouons des choses plus libres qu'auparavant. » Le biographe de Coltrane Eric Nisenson a déclaré : « L'effet de Dolphy sur Coltrane a été profond. Les solos de Coltrane devinrent beaucoup plus aventureux, utilisant des concepts musicaux que, sans l'alchimie du style avancé de Dolphy, il aurait pu garder loin des oreilles de son public ». Dans son livre Free Jazz, Ekkehard Jost fournit des exemples spécifiques de la façon dont le jeu de Coltrane a commencé à changer pendant la période qu'il a passée avec Dolphy, notant que Coltrane a commencé à utiliser des intervalles mélodiques plus larges comme les sixièmes et les septièmes, et a commencé à se concentrer sur l'intégration de la coloration du son et de la multiphonie dans ses solos. Jost a comparé le solo de Coltrane sur « India », enregistré en novembre 1961 alors que Dolphy était avec le groupe, et publié sur Impressions (en), avec son solo sur « My Favorite Things », enregistré à peu près un an plus tôt, et publié sur l'album éponyme de chez Altlantic, et a observé que sur « My Favorite Things », Coltrane « acceptait le mode comme plus ou moins contraignant, s'en éloignant occasionnellement. ... à des tons étrangers à la gamme. », tandis que sur India, Coltrane, comme Dolphy, jouait « autour du mode plus que dedans. »
La présence musicale de Dolphy a également influencé de nombreux jeunes musiciens de jazz qui deviendront plus tard des musiciens de premier plan. Dolphy a travaillé par intermittence avec Ron Carter et Freddie Hubbard tout au long de sa carrière, et plus tard, il a engagé Herbie Hancock, Bobby Hutcherson et Woody Shaw pour travailler dans ses groupes en concert et en studio.  La participation de Dolphy à la session Point of Departure (en) (1964) du pianiste Andrew Hill l'a mis en contact avec le saxophoniste ténor Joe Henderson.
Il existe une célébration tenue au Le Moyne College basée sur une chanson de Frank Zappa, « The Eric Dolphy Memorial Barbecue » (1967), inspirée par lui.
Carter, Hancock et Tony Williams deviendront l'une des quintessences de la section rythmique de la décennie, à la fois sur leurs propres albums et en tant que colonne vertébrale du second great quintet de Miles Davis. Cet aspect du deuxième grand quintette est une note de bas de page ironique pour Davis, qui était critique à l'égard de la musique de Dolphy : dans un « Blindfold Test » de DownBeat en 1964, Miles s'est moqué : « La prochaine fois que je verrai [Dolphy], je lui marcherai sur le pied. » Cependant, la section rythmique du nouveau quintette de Davis avait tous travaillé sous la direction de Dolphy, créant ainsi un groupe dont la marque de « out (en) » était fortement influencée par Dolphy.
Les capacités instrumentales virtuoses de Dolphy et son style unique de jazz, profondément émotionnel et libre mais fortement ancré dans la tradition et la composition structurée, ont fortement influencé des musiciens comme Anthony Braxton, membres de l'Art Ensemble of Chicago, Oliver Lake, Arthur Blythe, Don Byron, et Evan Parker.

## Discographie

### Albums en tant que «leader»
Albums sortis pendant sa carrière (jusqu'en juin 1964)
- 1960 : Outward Bound[75] (New Jazz, 1960)
- 1960 : Out There[76] (New Jazz, 1961)
  - Eclipse de Charles Mingus
- 1960 : Caribé (en) (avec le Latin Jazz 5) (New Jazz, 1961)
- 1960 : Far Cry[77] (avec Booker Little) (New Jazz, 1962)
  - Tenderly
- 1961 : At the Five Spot (en) - vol. 1[78] (en public, New Jazz, 1961)
- 1961 : At the Five Spot (en) - vol. 2[79] (en public, Prestige, 1963)
- 1963 : Conversations (en)[80] (FM, 1963) ; aussi réédité dans l'album Music Matador (Affinity, 1980)

Sorties posthumes (à partir de juillet 1964)
- 1959-1960 : Hot & Cool Latin (Blue Moon, 1996)
- 1960–1961: Candid Dolphy (Candid, 1989) – prises alternatives de sessions en tant que sideman
- 1960–1961: Fire Waltz (Prestige, 1978)[2LP] – réédition de  Looking Ahead de Ken McIntyre (New Jazz, 1961) et de The Quest de Mal Waldron (New Jazz, 1962)
- 1960–1961: Dash One (en) (Prestige, 1982) – prises et inédits
- 1961 : Sorino (Disk Union – DU-1001, 1981 ?)
- 1961: Memorial Album: Recorded Live At the Five Spot (en) (avec Booker Little) (en public, Prestige, 1965)
- 1961 : Immortal Concerts: Five Spot Cafe, New York City, July 16, 1961 (avec Booker Little, Mal Waldron, Richard Davis et Eddie Blackwell) (Giants Of Jazz Recordings, 1999)
- 1961 : The Berlin Concerts (en) (en public, enja, 1978)
- 1961 : Eric Dolphy in Europe (en) - vol. 1, 2 & 3 (Prestige, édité respectivement en 1964, 1964 et 1965)
- 1961 : The Complete Uppsala Concert (en) (Jazz Door, 1993)
- 1960-1961 : Here and There (en) (en direct, Prestige, 1966)
- 1961 : Stockholm Sessions (en) (Enja, 1981)
- 1961: 1961 (en) (Jazz Connoisseur, ?) – live à Munich. aussi édité sous Live in Germany (Stash); Softly, As in a Morning Sunrise (Natasha Imports, 1992); Munich Jam Session December 1, 1961 by Eric Dolphy Quartet with McCoy Tyner (RLR)[81]
- 1962 : Eric Dolphy Quintet featuring Herbie Hancock: Complete Recordings (Lone Hill Jazz, 2004) – aussi réédité dans les albums Live In New York (Stash); Left Alone (Absord); Gaslight 1962 (Get Back)
- 1963: The Illinois Concert (en) (Blue Note, 1999) – live
- 1962–1963: Vintage Dolphy (en) (GM Recordings/enja, 1986) – live
- 1963 : Iron Man (en) (Douglas International, 1968). Les deux albums Conversations et Iron Man ont été publiés sous le titre Jitterbug Waltz (Douglas, 1976) [2LP] ; Musical Prophet : The Expanded 1963 New York Studio Sessions (Resonance, 2019) [3CD][82].
- 1963 : Alone Together (?,?)

- 1964 : Out to Lunch! (Blue Note, 1964)
- 1964 : Last Date (en)[83] (Fontana, 1964) - pour une émission de radio à Hilversum
- 1964 : Cornell 1964 (en) (avec le Charles Mingus Sextet) (Blue Note, 2007)
- 1964 : Naima (1 titre enregistré en 1960 à New-York et les  autres en 1964, sorti en 1987) - pour le programme radio de l'ORTF à Paris (Jazzway, 1987)

Compilations
- Other Aspects (en) (Blue Note, 1987) - enregistrements en 1960 et 1964
- Unrealized Tapes (en), (West Wind, sorti en 1988)[84],
- The Complete Last Recordings : In Hilversum & Paris 1964 (Domino, 2010)[85],
- Paris '64 (2018)[86]

### Collaborations
- Chico Hamilton : Gongs East! (en) (1959); The Three Faces of Chico (en) (1959); That Hamilton Man (en) (1959); Chico Hamilton Quintet featuring Eric Dolphy ; The Chico Hamilton Quintet with Strings Attached (en) (1959) ; The Original Ellington Suite (en) (1959), Chico Hamilton with Eric Dolphy[87] (1959)[87]
- Charles Mingus : Mingus Revisited ; Mingus at Antibes ; Charles Mingus presents Charles Mingus ; Mysterious Blues (1960) ; Reincarnation of a Lovebird, Original Faubus Fables ; The Complete Town Hall Concert ; Goodbye Pork Pie Hat ; Live in Oslo 1964 ; Meditations on Integration ; Live in Copenhagen ; The Great Concert, Paris 1964 ; In Europe
- Oliver Nelson : Screamin' the Blues (1961) ; The Blues and the Abstract Truth (1961) ; Straight Ahead (1961)
- Ken McIntyre : Looking Ahead (New Jazz, 1960)
- John Lewis : The Wonderful World of Jazz (Atlantic, 1960) ; Essence (en) (Atlantic, 1962)
- Eddie "Lockjaw" Davis : Trane Whistle (Prestige, 1960) – arrangé par Oliver Nelson et Ernie Wilkins
- Newport Rebels : Newport Rebels (Candid Records, 1961)
- Ornette Coleman : Free Jazz: A Collective Improvisation (Atlantic, 1961)
- Abbey Lincoln : Straight Ahead (en) (Candid, 1961) avec Art Davis (b), Max Roach (d), Mal Waldron (p), Eric Dolphy (bcl), Coleman Hawkins, Walter Benton (ts), Julian Priester (tb), Booker Little (tp)
- Booker Little : Out Front (Candid, 1961)
- Ted Curson : Plenty of Horn (Old Town, 1962)
- George Russell : Ezz-thetics (Riverside, 1961)
- John Coltrane : Africa/Brass ; Olé Coltrane (1961) ; The Complete 1961 Village Vanguard Recordings (1961) ; Impressions ; The Complete Paris Concerts ; European Impressions ; Live at Birdland ; On Stage 1962
- Ron Carter : Where ? (1961)
- Mal Waldron : The Quest (1961)
- Max Roach : Percussion Bitter Sweet (1961)
- Gil Evans : The Individualism of Gil Evans (Verve Records, 1964)
- Andrew Hill : Point of Departure (Blue Note, 1964) avec Eric Dolphy, Henderson et Kenny Dorham
- John Lewis & Gunther Schuller : Jazz Abstractions (1960)
- Mike Zwerin & The Sextet of Orchestra USA : Theatre Music of Kurt Weill (RCA Victor, 1965)

## DVD
- Eric Dolphy In Europe 1961-1964 (Improjazz/Socadisc). En un DVD, la filmographie (quasi) complète d'Eric Dolphy.

- Eric Dolphy Last Date (K-films). Un documentaire avec la musique extraite de son dernier album.
  - Dolphy a fait l'objet d'un documentaire en 1991 intitulé Last Date, réalisé par Hans Hylkema, écrit par Hylkema et Thierry Bruneau, et produit par Akka Volta[88],[89]. Le film comprend des extraits vidéo des apparitions télévisées de Dolphy, ainsi que des interviews des membres du trio Misha Mengelberg, avec lequel Dolphy a enregistré en juin 1964, ainsi que des commentaires de Buddy Collette, Ted Curson, Jaki Byard, Gunther Schuller et Richard Davis.

## Récompenses et honneurs
Dolphy a été intronisé à titre posthume dans le Hall of Fame du magazine DownBeat en 1964. John Coltrane a rendu hommage à Dolphy dans une interview : « Quoi que je dise, ce serait un euphémisme. Je peux seulement dire que ma vie s'est améliorée en le connaissant. Il était l'une des personnes les plus formidables que j'aie jamais connues, en tant qu'homme, ami et musicien. » Après la mort de Dolphy, sa mère a donné à Coltrane sa flûte et sa clarinette basse, et Coltrane, qui a voyagé avec la photo de Dolphy, l'accrochant aux murs de ses chambres d'hôtel, a commencé à jouer de ces instruments sur plusieurs enregistrements ultérieurs.
En 2003, pour marquer ce qui aurait été le 75e anniversaire de Dolphy, une représentation a été faite en son honneur d'une composition originale du tromboniste Phil Ranelin (en) au William Grant Still Arts Center dans la ville natale de Dolphy, Los Angeles. De plus, le Los Angeles County Board of Supervisors (en) a désigné le 20 juin comme la journée Eric Dolphy.

## Hommages
Plusieurs musiciens ont composé des morceaux en hommage à Eric Dolphy :
- Charles Mingus, So long Eric, sur son album Town Hall Concert (en) (1964). Le morceau n'a pas été composé à la mort de Dolphy, mais pour saluer le départ du musicien du groupe de Mingus. Dolphy joue sur ce morceau[94].
- Frank Zappa, The Eric Dolphy Memorial Barbecue sur son album Weasels Ripped My Flesh (1970).
- Jack DeJohnette, One for Eric sur Special Edition (en) (1980).
- James Carter, Bro. Dolphy sur son album Present Tense (en) (2008).
- Ted Curson, Tears For Dolphy sur son album du même nom (1964).

## Transcriptions
- Le solo à la clarinette basse (1961) d'Eric Dolphy de la composition God Bless the Child de Billie Holiday sur l'album Here and There (en) (Prestige Records, 1966) possède une transcription qui est largement utilisée par les clarinettistes.
- Il existe également des transcriptions des solos de Dolphy dans la littérature spécialisée[95].

### Articles
- (en) Martin Williams, « Introducing Eric Dolphy », The Jazz Review, New York, vol. 3, no 5,‎ juin 1960, p. 16-17 (lire en ligne [PDF], consulté le 24 juillet 2025) .